# Geißbockweg
Der Geißbockweg ist ein Wanderweg mit historischem Bezug. Er verläuft im östlichen Pfälzerwald von der Stadt Lambrecht ins Mühltal bei Deidesheim und erinnert daran, dass Lambrecht wohl schon seit dem Mittelalter zur Abgeltung von Weiderechten jedes Jahr am Dienstag nach Pfingsten einen Geißbock in Deidesheim abliefern musste.

## Verlauf
Der Geißbockweg beginnt am Bahnhof von Lambrecht. Er zieht sich zunächst durch die Stadt; über die Friedrich-Ebert-Brücke wird der Speyerbach überquert, danach folgt er der Wiesenstraße Richtung Osten. Hier ist mit 160 m ü. NHN der tiefste Punkt des Wanderwegs. Über die Kohlbrücke wird der Speyerbach erneut überschritten, auf dessen Nordseite wird dann die Bahnstrecke Mannheim–Saarbrücken unterquert und der Weg nach Lindenberg eingeschlagen. Nachdem Lindenberg durchquert worden ist, folgt ein Anstieg auf einem Waldpfad auf die Passhöhe Alte Schanze, die mit dem gleichnamigen Ritterstein gekennzeichnet ist. Nun folgt ein kurzes abschüssiges Stück, bei dem das Forsthaus Silbertal passiert und anschließend die Kreisstraße 16 überquert wird. Danach schließt sich ein steiler Anstieg zum Rastplatz „Am Weißenstich“ an, dem mit 466 m ü. NHN höchsten Punkt des Wanderwegs. Nun geht es wieder bergab; zunächst durch das Martental – hier läuft man an den beiden Naturdenkmalen Weinbachspring und Grimmeisenbrunnen vorbei. An der Deidesheimer Hütte schwenkt der Wanderweg in das Mühltal ein, an dessen östlichem Ende der Wanderparkplatz Mühltal liegt, wo der Wanderweg endet.

## Hintergrund
Die Stadt Lambrecht hatte seit mindestens Anfang des 15. Jahrhunderts das Recht, sein Großvieh auf der Waldgemarkung Deidesheims weiden zu lassen, die Lambrecht von drei Seiten umschloss. Als Gegenleistung, die 1534 erstmals erwähnt wurde, vermutlich aber davor schon gefordert worden war, musste Lambrecht der Stadt Deidesheim alljährlich am Dienstag nach Pfingsten einen Geißbock als Tribut abgeben; dieser musste vor Sonnenaufgang an der Stadtgrenze Deidesheims angeliefert werden. Der Geißbockweg erinnert an den weiten Weg, den der Überbringer des Geißbocks im Stadtwald Deidesheims zurücklegen musste.
Aus der ehemals ernsten Abmachung, der Bringschuld Lambrechts, hat sich mittlerweile ein Volksfest entwickelt: die Geißbockversteigerung. Sie hat heute einen festen Platz im Festkalender der Städte Lambrecht und Deidesheim.

## Geißbockmarsch

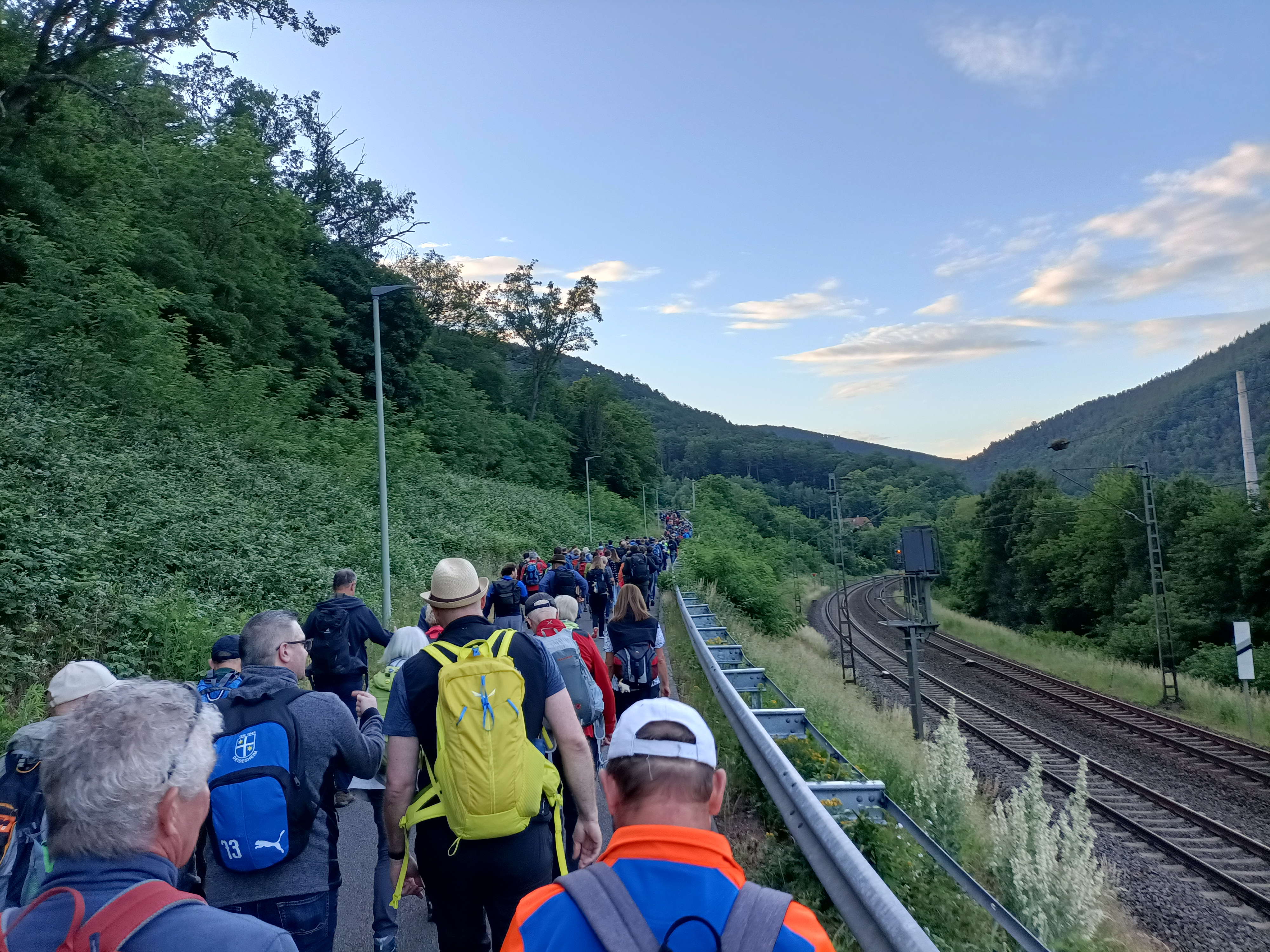
Wanderer beim Geißbockmarsch kurz vor Lindenberg

Seit 1977 gehört der Geißbockmarsch zum Programm der Geißbockversteigerung. Bis zu 400 Personen nehmen daran teil. Der Marsch startet morgens um 5:30 Uhr an der Friedrich-Ebert-Brücke in Lambrecht. Hier wird der Geißbock präsentiert, der abends versteigert wird, und die Wanderer können sich mit einem Schnaps für die Wanderung stärken. Dann wird gemeinsam der Geißbockweg abgewandert. An der Deidesheimer Hütte wird der Tross von einem als „fürstbischöflicher Waldhüter“ kostümierten Deidesheimer samt einem Fähnlein „Stadtsoldaten“ begrüßt. Gemeinsam wird dann der Rest des Geißbockwegs absolviert, danach weiter zur Stadtgrenze Deidesheims und schließlich zum historischen Rathaus gelaufen; dort wird der Geißbock offiziell von der Lambrechter Delegation an die Deidesheimer übergeben. Am Abend desselben Tages wird der Bock öffentlich ausgeboten und versteigert.